# ادریس بنهیمه
ادریس بنهیمه (عربی: إدريس بنهيمة؛ زادهٔ ۲۸ مه ۱۹۵۴) کارآفرین، سیاست‌مدار و مدیر ارشد اجرایی مراکشی است، که در حال حاضر به‌عنوان مدیر عامل اجرایی و رئیس هیئت مدیره شرکت هواپیمایی پادشاهی مراکش فعالیت می‌کند.